# Telescop

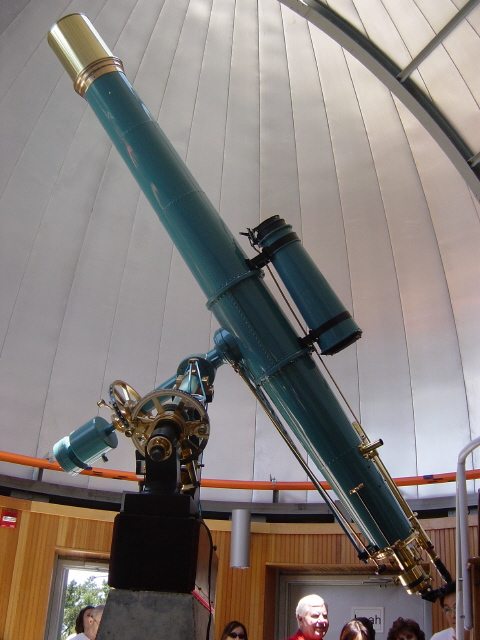
Telescop cu refracție.

Telescopul (din greacă: tele = departe, skopein = a cerceta, a examina) este un instrument care colectează lumina de la un obiect îndepărtat, se concentrează într-un punct (numit focar), și produce o imagine mărită.
Deși se indică cu termenul „telescop”, de obicei, telescopul optic, care operează în frecvențele luminii vizibile, există, de asemenea, telescoape sensibile la alte frecvențe ale spectrului electromagnetic.
După principiul de funcționare există două tipuri principale de telescoape optice: reflector și refractor. În telescopul reflector imaginea observată este reflectată de o oglindă intr-un sistem de prisme si apoi la o lentilă ocular, așezată de obicei pe partea laterală a instrumentului. În telescopul refractor se folosește refracția în lentile.

Întrucât luneta astronomică se bazează pe refracția în lentile a luminii este cunoscută și sub numele de telescop refractor (în engleză refracting telescope), sau pur și simplu: refractor, în opoziție cu telescoapele bazate pe reflexia luminii (realizată cu obiective construite din oglinzi parabolice sau sferice), cunoscute și sub numele de telescoape reflectoare (în engleză reflecting telescope).

## Istorie
Nașterea telescopului refractor este de obicei atribuitǎ lui Galileo Galilei, care a arătat prima aplicație în Veneția în 1609. De fapt, primele lentile au fost construite în 1607 de către artizani olandezi care le-au aplicat instrumentelor rudimentare cu putere de rezoluție foarte mică. Proprietățile lentilelor, oricum, erau cunoscute de ceva timp și trebuie să-i fie atribuit lui Galileo meritul de îmbunătățire și prima utilizare astronomică. Deși se pare că primul telescop refractor a fost construit în 1608 de către olandezul Hans Lippershey (circa 1570-1619), alte surse îi atribuie inventarea primului telescop lui Joan Roget, fabricant de ochelari din Girona, Catalonia, care a trăit în jurul anului 1600.

## Benzi de vizibilitate a telescoapelor
Atmosfera Pământului absoarbe majoritatea radiației electromagnetice din spațiu, cu excepția luminii vizibile și undelor radio. Din acest motiv, observația de la sol este limitată la utilizarea de telescoape optice și de telescoape radio. Primele sunt plasate de preferință în locuri înalte sau izolate (munți, deșerturi, ...) cu scopul de a reduce influența turbulențelor atmosferice și a poluării luminoase.
Pentru observarea în benzile rămase ale spectrului electromagnetic (microunde, infraroșu, ultraviolete, raze X, raze gamma), care sunt absorbite de atmosferǎ, sunt folosite aproape exclusiv telescoape orbitale ori situate în baloane aerostatice la altitudine mare.

## Tipuri de telescop
- Telescop Röntgen
- Telescop optic
  - Telescop newtonian
    - Telescop Dobson
- Telescop cu raze infraroșii
- Radiotelescop

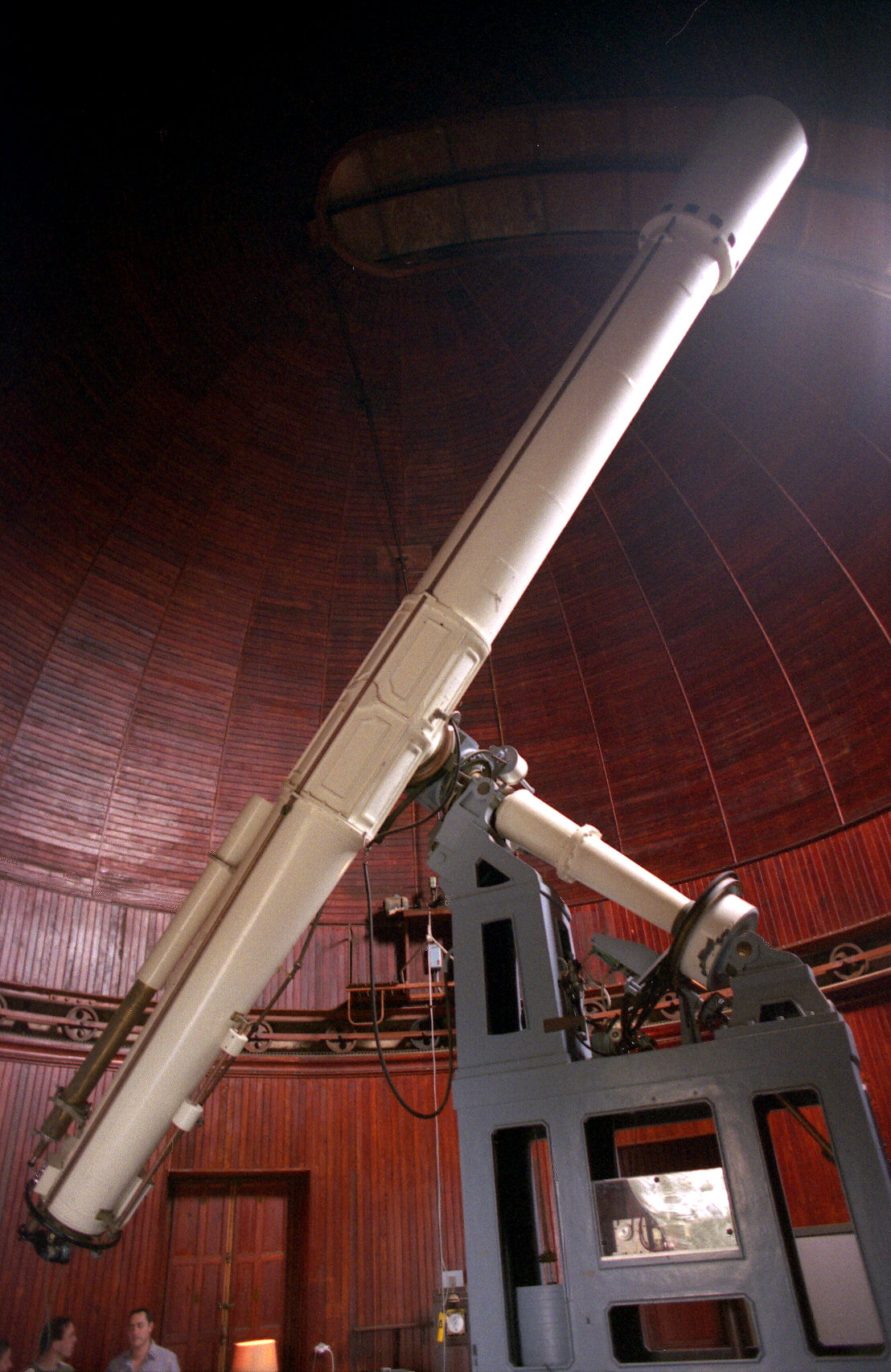
Telescop optic (cu refracție) de 50 cm la Observatorul astronomic din Nisa

- Telescop cu neutrini - un aparat special

### Lunetă astronomică /vs/ telescop
Diferențe între un telescop și o lunetă astronomică:
- luneta astronomică (cunoscută uneori și sub denumirea de telescop refractor sau telescop cu refracție) are un obiectiv compus dintr-un ansamblu de lentile montate într-un tub;
- telescopul (cunoscut uneori și sub denumirea de telescop reflector) are un obiectiv construit dintr-o oglindă parabolică sau sferică, drept component esențial.

Trebuie semnalat riscul de confuzie în folosirea și traducerea cuvântului telescop, îndeosebi în cursul consultării documentațiilor redactate în limba engleză. Într-adevăr, cuvântul din engleză telescope este folosit atât pentru a denumi „luneta astronomică” (se vorbește atunci despre refracting telescope) cât și pentru telescopul propriu-zis (se vorbește despre reflecting telescope).

#### Avantajele telescopului
Avantajele telescopului, comparativ cu luneta astronomică, sunt: 
- posibilitatea construirii obiectivelor de diametre mari;
- lipsa aberațiilor cromatice;
- efecte de difracție mai mici;
- putere separatoare și grosisment superior;
- la același diametru al obiectivelor, telescopul este mai ușor și mai ieftin.[1]

#### Avantajele lunetei astronomice
Comparativ cu telescopul, luneta astronomică are ca avantaje:
- imagini mai clare;
- constratul imaginii este mai bun, chiar la puteri de mărire mai mari;
- tubul optic al lunetetei astronomice este mai ușor de întreținut, întrucât este etanș;
- telescoapele au nevoie de unele reglaje în plus.[1]

## Telescopul optic

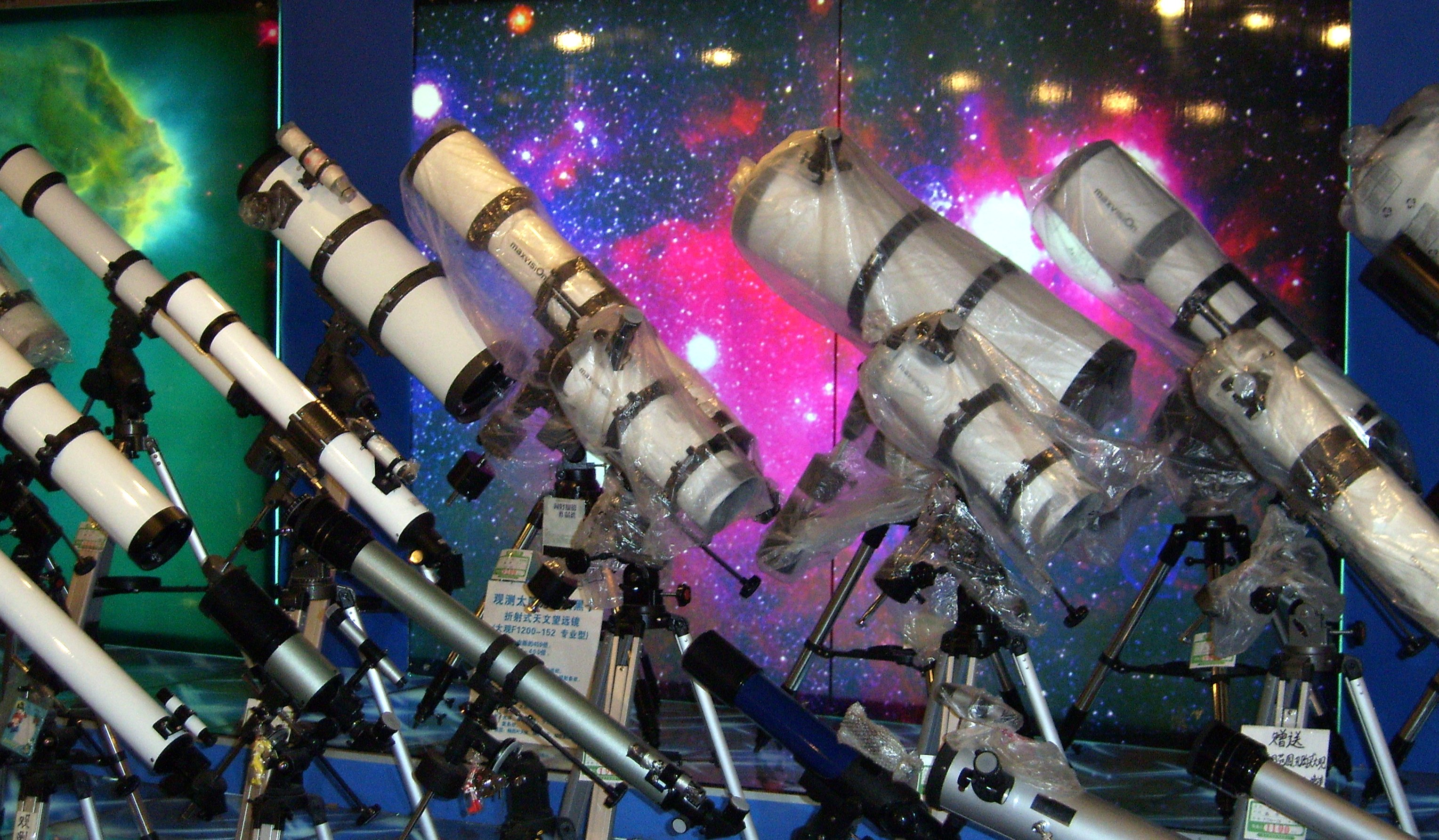
Telescoape

Telescopul optic formează imagini ale cerului relativ apropiate și mărește luminozitatea aparentă a aștrilor, permițând distingerea detaliilor și observarea a mult mai multor stele doar cu ochiul liber. Telescoapele optice sunt împǎrțite în douǎ categorii principale: telescoape reflectoare și telescoape refractoare.
Obiectivul telescopului reflector este constituit dintr-o oglindă (sau un sistem de oglinzi) de sticlă metalizată de formă paraboloidală, care poate atinge chiar și 11 m în diametru. Cu ajutorul unei oglinzi plane sau curbe, imaginea dată de obiectiv este îndreptată spre un ocular.
Telescoapele de refracție au 2 lentile: una mare, plasată în partea frontală și numită „obiectiv”, care colectează lumina, și una mică în partea posterioară, „ocularul”, care focalizează razele luminoase în ochiul observatorului. Acest telescop a fost utilizat de Galileo Galilei în anul 1609 pentru a privi Luna, pe care a văzut-o de 30 de ori mai aproape decât cu ochiul liber.
Obiectivele cu deschideri mari de doi metri sunt domeniu evident al telescoapelor reflectoare. Dupǎ o anumită dimensiune lentilele devin atât de scumpe și grele încât a fost, din punctul de vedere tehnic și economic, impracticabil de a le folosi.
Comparativ cu luneta astronomică, avantajele telescopului sunt: 
- posibilitatea construirii obiectivelor de diametre mari;
- la același diametru al obiectivului, lunetele astronomice sunt mai grele și mult mai scumpe decât telescoapele;
- lipsa aberațiilor cromatice;
- efecte de difracție mai mici;
- putere separatoare și grosisment superior.

Telescopul optic poate fi utilizat atât pentru observarea directă, cât și pentru cercetări fotografice sau spectroscopice .
La perfecționarea telescopului au contribuit, printre alții, Isaac Newton, Laurent Cassegrain, James Gilbert Baker, W. Herschel, J. Herschel, Foucault, Bernhard Schmidt, George Willis Ritchey, Henri Chrétien, Dmitry Dmitrievich Maksutov / Dmitri Dmitrievici Maksutov.
Telescopul optic cu cel mai mare obiectiv din lume, 10,4 metri, (august 2009) este Grantecan.

## Alte accesorii
Telescopul poate fi dotat și cu alte accesorii, în funcție de obiectul ceresc care se dorește să fie observat: filtru solar, filtru lunar, alte filtre colorate.
Atenție! Să nu se privească niciodată Soarele direct prin  telescop / luneta astronomică! Este necesară așezarea unui filtru solar adecvat, în fața obiectivului! În caz contrar, pierderea vederii este iremediabilă! În locul folosirii filtrelor așezate în fața obiectivului, o altă variantă sigură este proiectarea imaginii solare pe un ecran, sau, mai simplu, pe o bucată albă de carton.

## Producători cunoscuți de telescoape pentru astronomii amatori
- Bresser, Germania
- Celestron, SUA
- Omegon, Germania
- Orion, SUA
- Meade, SUA
- НПЗ  / NPZ, Federația Rusă
- Sky-Watcher, Canada

### În limba română
- Dicționar enciclopedic român, Editura Politică, București, 1966.
- Atlas stelar StarGuide, Telescop Expert (www.telescop-expert.ro)
- Marcel Marian Jinca, Astronomie practică și teoretică. De la amator la expert, Bumbești Jiu 2013; 186 de pagini+10 planșe+CD ISBN 978-973-0-11875-9

### În limba cehă
- S. N. Blažko, Praktická astronomie. Praha: SNTL 1956
- V. Erhart, Praktická astronomická optika. Praha: SNTL 1955

### În limba engleză
- Jingquan Cheng: The Principles of Astronomical Telescope Design. Springer, Berlin 2009 ISBN 978-0-387-88790-6
- Patrick McCray: Giant telescopes – astronomical ambition and the promise of technology. Harvard Univ. Press, Cambridge 2004, ISBN 0-674-01147-3
- Joanna Mikolajewska, (et al.): Stellar Astrophysics with the World's Largest Telescopes. American Inst. of Physics, Melville 2005, ISBN 0-7354-0237-X
- M. Barlow Pepin: Care of astronomical telescopes and accessories – a manual for the astronomical observer and amateur telescope maker. Springer, London 2005, ISBN 1-85233-715-X
- Michael Gainer: Real astronomy with small telescopes – step-by-step activities for discovery. Springer, London 2007, ISBN 978-1-84628-478-6
- Peter L.Manly: Unusual telescopes. Cambridge Univ. Press, Cambridge 1991, ISBN 0-521-38200-9
- Thomas H Court, Moritz von Rohr: A history of the development of the telescope from about 1675 to 1830 based on documents in the court collection, 1929 Trans. Opt. Soc. 30 207
- Contemporary Astronomy – Second Edition, Jay M. Pasachoff, Saunders Colleges Publishing – 1981, ISBN 0-03-057861-2
- Elliott, Robert S. (1966), Electromagnetics, McGraw-Hill
- Wade, Nicholas Jakcermun; Finger, Stanley (2001), „The eye as an optical instrument: from camera obscura to Helmholtz's perspective”, Perception, 30 (10): 1157–1177, doi:10.1068/p3210, PMID 11721819

### În limba franceză
- Jean Texereau, La construction du télescope d'amateur, Société astronomique de France, 1961 - (édition de 2004 et réédité par Vuibert ISBN 2711753433; ISBN 978-2711753437);
- André Danjon et André Couder, Lunettes et télescopes. Théorie - Conditions d'emploi - Description - Réglage, Librairie Scientifique et technique,  Albert Blanchard, Paris, 1935. Réédition 1999 ISBN 2-85367-027-9.
- Charles Rydel (sous la direction de), Conception et construction du télescope et astrographe amateur, de Boeck éditeur 2012, 512 pagini ISBN 9782804168995
- Jean-Marc Lecleire, Réalisez votre télescope, 1997, 278 de pagini ISBN 978-2951175006

### În limba germană
- Schilling, Govert / Christensen, Lars Lindberg: Unser Fenster zum Weltraum – 400 Jahre Entdeckungen mit Teleskopen. Wiley-VCH, Berlin 2008. ISBN 978-3-527-40867-2
- Ulf Borgeest: Europas neue Teleskope. Verl. Sterne und Weltraum, Heidelberg 2003, ISBN 3-936278-47-4
- Claus Grupen: Astroteilchenphysik: Das Universum im Licht der kosmischen Strahlung. Vieweg, 2000, ISBN 3-528-03158-1 (online)

### În limba italiană
- Conrad Bohm. Dall'astrolabio al telescopio spaziale. Trieste, Editoriale scienza, 1996. ISBN 88-7307-079-5.
- Emilio Borchi e Renzo Macii. Sul telescopio a riflessione. Firenze, Osservatorio Ximeniano, 1992.
- Walter Ferreri. Il libro dei telescopi. Milano, Il Castello. ISBN 978-88-8039-093-0.
- Walter Ferreri. Come osservare il cielo col mio primo telescopio Milano, Il Castello. ISBN 978-88-8039-650-5.
- Luca Parravicini. Osservare il cielo con il telescopio astronomico. Milano, G. De Vecchi, 1999. ISBN 88-412-7483-2.
- Giorgio Strano (a cura di). Il telescopio di Galileo: lo strumento che ha cambiato il mondo. Catalogo della Mostra di Firenze 2008. Firenze, Giunti, 2008. ISBN 978-88-09-05937-5.

### În limba rusă
- Чикин А. А. «Отражательные телескопы», Петроград, 1915.
- Дагаев М. М., Чаругин В. М. «АСТРОФИЗИКА: книга для чтения по астрономии», издательство «Просвещение», 1988.